# 巴特尼巴扎尔
巴特尼巴扎尔（Bhatni Bazar），是印度北方邦Deoria县的一个城镇。总人口14381（2001年）。

## 人口
该地2001年总人口14381人，其中男性7498人，女性6883人；0—6岁人口2299人，其中男1168人，女1131人；识字率64.38%，其中男性为75.79%，女性为51.94%。